# Nicolae Zavici
Nicolae Zavici (n. 22 iulie 1930) este un fost deputat român în legislatura 1992-1996, validat pe data de 25 iunie 1996, când l-a înlocuit pe deputatul Ioan Ghișe. În legislatura 1996-2000, Nicolae Zavici a fost ales senator pe listele PNȚCD dar din septembrie 2000, a devenit senator independnt. În cadrul activității sale parlamentare, Nicolae Zavici a fost membru în grupurile parlamentare de prietenie cu Republica Populară Chineză și Blegia. Nicolae Zavici a devenit senator independent din luna septembrie 2000.    